# Pteruges

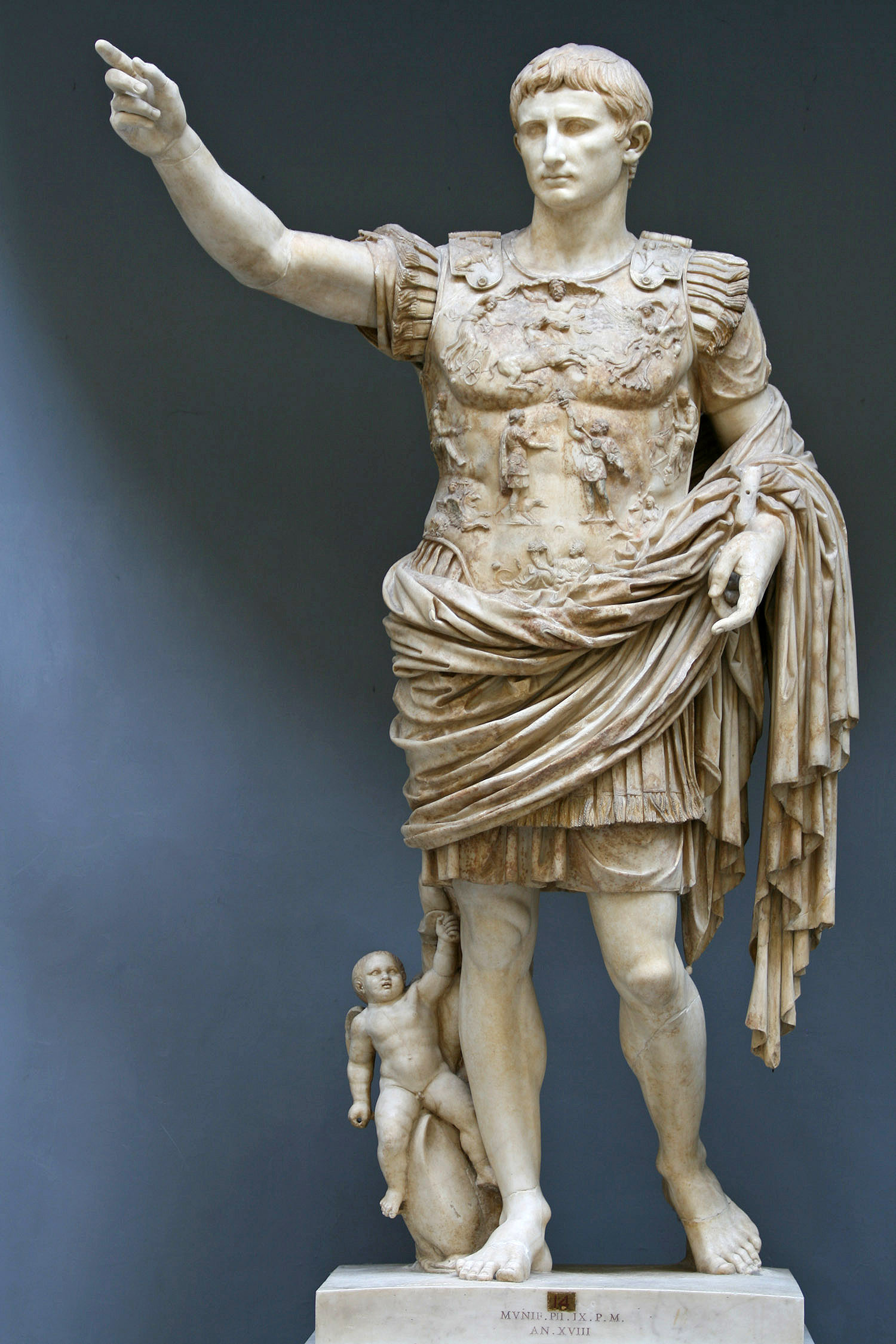
Statua di Augusto detta "Augusto di Prima Porta" o "Augusto loricato", custodita ai Musei Vaticani

Gli pteruges o pteryges (dal greco, significa piume) italianizzati in pterigi, sono le frange che talvolta formano una sorta di gonnellino decorativo usato dagli antichi soldati greci e romani al di sotto dell'armatura.
Lo scopo era anche difensivo. Gli pterugi erano infatti portati dai comandanti e dagli ufficiali di truppa (centurioni e optiones) che non portavano lo scudo. Gli pterugi erano quindi destinati alla difesa corazzata dell'inguine e della parte superiore delle gambe.

## Origini
Le origini di simili ornamenti sono senza dubbio da ricercare nella corazze di lino dette linothorax dei guerrieri greci del I millennio a.C. I greci praticavano dei tagli nella loro armatura per permettere i movimenti delle gambe e delle braccia.
Nel corso dei secoli con la diffusione delle armature metalliche, gli pterigi sono divenuti solamente un accessorio ornamentale. I romani ne fecero un accessorio estetico fondamentale nell'eleganza militare. La cosa è riscontrabile nell'innumerevole quantità di statue di imperatori romani che li indossano sotto l'armatura lorica, talvolta riccamente decorati, sia come gonnellino che come ornamento delle spalle.

## Evoluzione degli pterigi

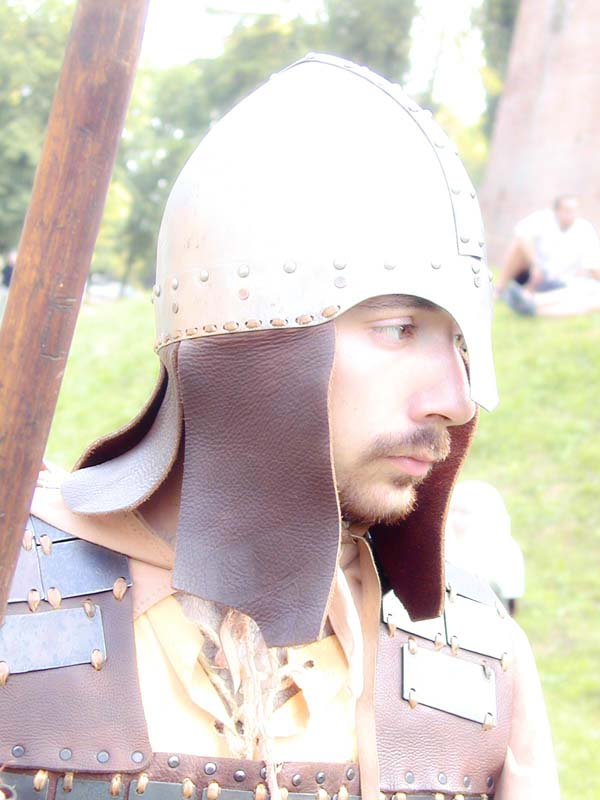
Esempio di pteruges su elmo bizantino sec. XIII

Si hanno evidenze di questi ornamenti fino all'epoca Longobarda.
Nei secoli successivi, specialmente in medio oriente in epoca medievale una sorta di pterigi erano applicati sul retro dell'elmo per proteggere il collo garantendo tuttavia una certa libertà di movimento.
Verso la fine del XVIII secolo gli pterigi riappaiono, con funzione meramente ornamentale, sulle spalle delle uniformi degli eserciti europei.
In epoca moderna la stilizzazione ha ridotto questo ornamento ad una semplice banda applicata al di sopra della spalla.